# Хелм
Хелм (на полски: Chełm; на украински: Холм) е град в Източна Полша, Люблинско войводство. Административен център е на Хелмски окръг без да е част от него. Самият град е обособен в отделен окръг с площ 35,28 км2.

## География
Градът се намира в историческата област Червена Рус. Разположен в източната част на войводството край река Ухерка. Отдалечен е на 25 километра от границата с Украйна.

## История
Селището получава градски права през 1392 година.
В периода (1975 – 1998) е административен център на Хелминското войводство.

## Население
Населението на града възлиза на 66 176 души (2012). Гъстотата е 1876 души/км2.

## Градове партньори
- Ковел, Украйна
- Любомл, Украйна
- Morlaix, Франция
- Утена, Литва
- Ноксвил (Тенеси), САЩ
- Зинделфинген, Германия

## Фотогалерия
- Базилика „Рождество Богородично“
- Площад „Лучковски“
- Панорама